# Dominik Zamiatała
Dominik Zamiatała CMF (ur. 28 lutego 1967 w Legnicy) – polski klaretyn, prezbiter, dr hab. historyk dziejów najnowszych.

## Życiorys
Do zakonu wstąpił w 1988, święcenia kapłańskie przyjął 21 maja 1994. Jest pracownikiem naukowym w Instytucie Politologii na Wydziale Nauk Historycznych i Społecznych Uniwersytetu Kardynała Stefana Wyszyńskiego w Warszawie i na Papieskim Wydziale Teologicznym we Wrocławiu. 

## Publikacje
Autor haseł w Encyklopedii Białych Plam, wielu artykułów poruszających tematy historyczne (głównie poświęcone stosunkom państwo - kościół) i następujących książek: 
- Caritas: działalność i likwidacja organizacji 1945-1950 (Wydawnictwo KUL, Lublin 2000)
- Zakony męskie w polityce władz komunistycznych w Polsce w latach 1945-1989. Tom 1. Problematyka organizacyjno-personalna (Wydawnictwo Jedność, Kielce 2009)